# Justice maximum

Justice maximum (Hard Justice) est un téléfilm américain réalisé par Greg Yaitanes, diffusé en 1995.

## Synopsis
Nick Adams, après une violente fusillade dans un entrepôt, entraîne la mort d'une jeune femme et disparaît. Il est recontacté par son chef pour infiltrer une prison pouvant être un dépôt de chargement d'armes à feu.

## Fiche technique
- Durée : 90 min
- Genre : action
- Interdit aux moins de 12 ans

## Distribution
- David Bradley : Nick Adams